# كونور بيترز
كونور بيترز (بالإنجليزية: Connor Peters)‏ هو لاعب كرة قدم بريطاني في مركز الدفاع، ولد في 12 يناير 1996 في المملكة المتحدة. شارك مع منتخب أنتيغوا وباربودا لكرة القدم. أما مع النوادي، فقد لعب مع سوانزي سيتي وهيبريدج سويفتس وبيشوب ستورتفورد وداغنهام وريدبريدج وStansted F.C. ‏.

## وصلات خارجية
- كونور بيترز على موقع قاعدة بيانات كرة القدم.إي يو (الإنجليزية)
- كونور بيترز على موقع ناشيونال فوتبول تيمز (الإنجليزية)